# Torneo Clausura 2018 de Segunda División de Costa Rica
El Torneo de Clausura 2018 fue la edición 83.° del torneo de liga de la Segunda División del fútbol costarricense.

## Sistema de competición
El torneo de la Liga de Ascenso está conformado en dos partes:
- Fase de clasificación: Se integra por las 15 jornadas de cada grupo.
- Fase final: Se integra por los partidos de cuartos de final, semifinal y final.

### Fase de clasificación
En la fase de clasificación se observará el sistema de puntos. La ubicación en la tabla general está sujeta a lo siguiente:
- Por juego ganado se obtendrán tres puntos.
- Por juego empatado se obtendrá un punto.
- Por juego perdido no se otorgan puntos.

En esta fase participan los 18 clubes de la Liga de Ascenso, los cuales son divididos en dos grupos. Las jornadas se disputarán únicamente entre los equipos de cada grupo, por lo que no podrán enfrentarse todos contra todos, para agilizar los costos de los itinerarios y reducir las largas distancias entre las provincias.
El orden de los clubes al final de la fase de calificación del torneo corresponderá a la suma de los puntos obtenidos por cada uno de ellos y se presentará en forma descendente. Si al finalizar las 18 jornadas del torneo, dos o más clubes estuviesen empatados en puntos, su posición en la tabla general será determinada atendiendo a los siguientes criterios de desempate:
1. Mayor diferencia positiva general de goles. Este resultado se obtiene mediante la sumatoria de los goles anotados a todos los rivales, en cada campeonato menos los goles recibidos de estos.
2. Mayor cantidad de goles a favor, anotados a todos los rivales dentro de la misma competencia.
3. Mejor puntuación particular que hayan conseguido en las confrontaciones particulares entre ellos mismos.
4. Mayor diferencia positiva particular de goles, la cual se obtiene sumando los goles de los equipos empatados y restándole los goles recibidos.
5. Mayor cantidad de goles a favor que hayan conseguido en las confrontaciones entre ellos mismos.
6. Como última alternativa, el comité de competición realizaría un sorteo para el desempate.

### Fase final
Al término de la primera fase, los cuatro equipos mejores ubicados de cada grupo clasifican directamente a los cuartos de final. El orden las etapas es el siguiente:
- Cuartos de final
- Semifinales
- Final

Los partidos de cuartos de final se jugarán ida y vuelta emparejados de la siguiente manera:
Los encuentros de las semifinales se disputarán de esta forma:
Disputarán el título de Campeón del Torneo de Clausura, los dos clubes vencedores de la fase semifinal correspondiente, reubicándolos del uno al dos, de acuerdo a su mejor posición en la tabla general de clasificación al término de la jornada 18 de la competencia. Además, el conjunto vencedor garantiza un puesto en la final nacional por el ascenso.

## Arbitraje
A continuación se mencionarán los árbitros que estarán presentes en el torneo:
| - Aniceto Solís - Bryan Cruz - Carlos Salazar - Cristian Hernández - Cristian Rodríguez - David Gómez - Eduardo Arroyo - Eduardo Blanco - Engel Pérez - Enuer García | - Erick Sánchez - Isaac Mendoza - Javier Rojas - Jimmy Torres - Jean Carlo Jiménez - Jefferson Vargas - Jesús Montero - Jheriel Valverde - Jorge Cordero - José Montero | - José Solórzano - Josué Ugalde - Juan Carlos Sánchez - Kenneth Díaz - Kevin Astorga - Kimberly Moreira - Leslie Macré - Luis Granados - Medardo Quesada - Marianela Araya | - Marvin Meza - Nelly Alvarado - Reynaldo Sequeira - Ricardo Martínez - Rigoberto Prendas - Víctor Robles - Warner Valverde - William Chow - William Matuus |

### Uniformes
| Uniforme Arbitral Negro | Uniforme Arbitral Amarillo | Uniforme Arbitral Naranja | Uniforme Arbitral Rosa | Uniforme Arbitral Blanco |

## Información de los equipos
| Equipo                    | Entrenador         | Estadio                        | Ciudad                        | Transmisión |
| ------------------------- | ------------------ | ------------------------------ | ----------------------------- | ----------- |
| AS Puma                   | Édgar Carvajal     | Polideportivo de Pérez Zeledón | Pérez Zeledón, San José       |             |
| Aserrí F.C.               | Hugo Viegas        | Polideportivo de Aserrí        | Aserrí, San José              |             |
| A.D. Barrio México        | Alexis Alfaro      | "Coyella" Fonseca              | Pavas, San José               |             |
| A.D. Cariari Pococí       | Víctor Badilla     | Comunal de Cariari             | Pococí, Limón                 |             |
| A.D. Cartagena Guanacaste | Eduardo Ortiz      | Guillermo Vargas               | San Ramón, Alajuela           |             |
| Curridabat F.C.           | Ronald Mora        | "Lito" Monge                   | Curridabat, San José          |             |
| A.D. Guanacasteca         | Francisco Arias    | Chorotega                      | Nicoya, Guanacaste            |             |
| F.C. Moravia              | Robert Arias       | Luis Ángel "Pipilo" Umaña      | Moravia, San José             |             |
| A.D. Jicaral Sercoba      | Fernando Palomeque | Luis "Chochi" Briceño          | Lepanto, Puntarenas           |             |
| A.D. Juventud Escazuceña  | Juan Carlos Gamboa | Nicolás Masís                  | Escazú, San José              |             |
| Municipal Santa Ana       | Kenneth Barrantes  | Piedades de Santa Ana          | Santa Ana, San José           |             |
| A.D. San Carlos           | Fernando Sosa      | Carlos Ugalde Álvarez          | San Carlos, Alajuela          |             |
| A.D. Municipal Turrialba  | Bernard Mullins    | Rafael Ángel Camacho           | Turrialba, Cartago            |             |
| A.D. COFUTPA              | Geiner Segura      | "Palmareño" Solís              | Palmares, Alajuela            |             |
| Puntarenas F.C.           | Luis Diego Arnáez  | "Lito" Pérez                   | Puntarenas                    |             |
| A.D. Santa Rosa           | Marco Martínez     | Cancha de Santa Rosa           | Santa Cruz, Guanacaste        |             |
| Sporting San José         | Randall Row        | Ernesto Rohrmoser              | Pavas, San José               |             |
| C.S. Uruguay de Coronado  | Gerardo Ureña      | El Labrador                    | Vázquez de Coronado, San José |             |

## Tabla de posiciones

### Grupo A
|    | Equipos                   |  | PJ | PG | PE | PP | GF | GC | Dif. | Pts. |
| -- | ------------------------- |  | -- | -- | -- | -- | -- | -- | ---- | ---- |
| 1. | A.D. San Carlos           |  | 14 | 10 | 2  | 2  | 35 | 18 | +17  | 32   |
| 2. | A.D. Jicaral Sercoba      |  | 14 | 8  | 1  | 5  | 24 | 14 | +10  | 25   |
| 3. | Puntarenas F.C.           |  | 14 | 6  | 5  | 3  | 21 | 4  | +7   | 23   |
| 4. | A.D. COFUTPA              |  | 14 | 6  | 1  | 7  | 21 | 20 | +1   | 19   |
| 5. | A.D. Cartagena Guanacaste |  | 14 | 5  | 3  | 6  | 23 | 23 | 0    | 18   |
| 6. | A.D. Guanacasteca         |  | 14 | 4  | 3  | 7  | 14 | 21 | -7   | 15   |
| 7. | A.D. Santa Rosa           |  | 14 | 4  | 2  | 8  | 19 | 29 | -10  | 14   |
| 8. | Municipal Santa Ana       |  | 14 | 3  | 3  | 8  | 14 | 32 | -8   | 12   |
| 9. | A.D. Barrio México        |  | -  | -  | -  | -  | -  | -  | -    | -    |

### Grupo B
|    | Equipos                  |  | PJ | PG | PE | PP | GF | GC | Dif. | Pts. |
| -- | ------------------------ |  | -- | -- | -- | -- | -- | -- | ---- | ---- |
| 1. | Sporting San José        |  | 16 | 10 | 2  | 2  | 42 | 21 | +21  | 34   |
| 2. | C.S. Uruguay de Coronado |  | 16 | 9  | 4  | 3  | 31 | 15 | +15  | 31   |
| 3. | AS Puma                  |  | 16 | 7  | 6  | 3  | 31 | 25 | +6   | 27   |
| 4. | A.D. Juventud Escazuceña |  | 16 | 6  | 8  | 2  | 30 | 26 | +4   | 26   |
| 5. | Curridabat F.C.          |  | 16 | 5  | 8  | 3  | 24 | 19 | +5   | 23   |
| 6. | A.D. Municipal Turrialba |  | 16 | 5  | 5  | 5  | 29 | 30 | -1   | 20   |
| 7. | A.D. Cariari Pococí      |  | 16 | 3  | 3  | 10 | 17 | 35 | -18  | 12   |
| 8. | F.C. Moravia             |  | 16 | 3  | 2  | 11 | 20 | 32 | -12  | 11   |
| 9. | Aserrí F.C.              |  | 16 | 2  | 2  | 11 | 11 | 31 | -20  | 8    |

| Simbología |
| --- |
| Pos – Posición; PJ – Partidos Jugados; PG - Partidos Ganados; PE - Partidos Empatados; PP - Partidos Perdidos; GF – Goles a Favor; GC – Goles en Contra; DIF – Diferencia de Goles; PTS - Puntos. |

|  | Clasificados directamente a los cuartos de final. |
|  | Último lugar.                                     |

## Tabla general
|     | Equipos                   |  | PJ | PG | PE | PP | GF | GC | Dif. | Pts. |
| --- | ------------------------- |  | -- | -- | -- | -- | -- | -- | ---- | ---- |
| 1.  | Sporting San José         |  | 32 | 18 | 7  | 7  | 70 | 42 | +28  | 61   |
| 2.  | A.D. Jicaral Sercoba      |  | 30 | 19 | 4  | 7  | 57 | 31 | +26  | 61   |
| 3.  | A.D. San Carlos           |  | 30 | 18 | 4  | 8  | 66 | 41 | +25  | 58   |
| 4.  | Puntarenas F.C.           |  | 30 | 16 | 9  | 5  | 50 | 24 | +26  | 57   |
| 5.  | A.D. COFUTPA              |  | 30 | 17 | 3  | 10 | 53 | 37 | +16  | 54   |
| 6.  | C.S. Uruguay de Coronado  |  | 32 | 15 | 9  | 8  | 56 | 41 | +15  | 54   |
| 7.  | AS Puma                   |  | 32 | 15 | 8  | 9  | 63 | 52 | +11  | 53   |
| 8.  | A.D. Municipal Turrialba  |  | 31 | 14 | 9  | 8  | 58 | 50 | +8   | 51   |
| 9.  | A.D. Juventud Escazuceña  |  | 32 | 13 | 12 | 7  | 48 | 44 | +4   | 51   |
| 10. | Curridabat F.C.           |  | 32 | 11 | 13 | 8  | 51 | 41 | +10  | 46   |
| 11. | Municipal Santa Ana       |  | 30 | 10 | 6  | 14 | 41 | 48 | -7   | 36   |
| 12. | A.D. Santa Rosa           |  | 30 | 10 | 4  | 16 | 51 | 61 | -10  | 34   |
| 13. | A.D. Cariari Pococí       |  | 32 | 9  | 7  | 16 | 45 | 63 | -18  | 34   |
| 14. | A.D. Cartagena Guanacaste |  | 30 | 10 | 4  | 16 | 37 | 55 | -18  | 34   |
| 15. | A.D. Guanacasteca         |  | 30 | 8  | 6  | 16 | 37 | 47 | -10  | 30   |
| 16. | Aserrí F.C.               |  | 31 | 7  | 4  | 20 | 36 | 62 | -36  | 25   |
| 17. | F.C. Moravia              |  | 32 | 4  | 5  | 23 | 38 | 70 | -32  | 17   |
| 18. | A.D. Barrio México        |  | 16 | 0  | 0  | 16 | 0  | 48 | -48  | 0    |

## Fase final
|  | Cuartos de final                                 | Cuartos de final                                 | Cuartos de final                                 |   |                        | Semifinales                             | Semifinales                             | Semifinales                             |  |  | Final                                | Final                                | Final                                |
|  | 21 y 22 de abril (ida) 28 y 29 de abril (vuelta) | 21 y 22 de abril (ida) 28 y 29 de abril (vuelta) | 21 y 22 de abril (ida) 28 y 29 de abril (vuelta) |   |                        | 2 de mayo (ida) 05 y 6 de mayo (vuelta) | 2 de mayo (ida) 05 y 6 de mayo (vuelta) | 2 de mayo (ida) 05 y 6 de mayo (vuelta) |  |  | 13 de mayo (ida) 19 de mayo (vuelta) | 13 de mayo (ida) 19 de mayo (vuelta) | 13 de mayo (ida) 19 de mayo (vuelta) |
|  |                                                  |                                                  |                                                  |   |                        |                                         |                                         |                                         |  |  |                                      |                                      |                                      |
|  | Juventud Escazuceña                              | 1                                                | 0                                                |   |                        |                                         |                                         |                                         |  |  |                                      |                                      |                                      |
|  | A.D. San Carlos                                  | 2                                                | 3                                                |   |                        |                                         |                                         |                                         |  |  |                                      |                                      |                                      |
|  | A.D. San Carlos                                  | 2                                                | 3                                                |   | A.D. San Carlos        | 1                                       | 3                                       |                                         |  |  |                                      |                                      |                                      |
|  |                                                  |                                                  |                                                  |   | A.D. San Carlos        | 1                                       | 3                                       |                                         |  |  |                                      |                                      |                                      |
|  |                                                  | C.S. Uruguay de Coronado                         | 1                                                | 0 |                        |                                         |                                         |                                         |  |  |                                      |                                      |                                      |
|  | Puntarenas F.C.                                  | C.S. Uruguay de Coronado                         | 1                                                | 0 | 0                      | 1 (2)                                   |                                         |                                         |  |  |                                      |                                      |                                      |
|  | Puntarenas F.C.                                  |                                                  |                                                  |   | 0                      | 1 (2)                                   |                                         |                                         |  |  |                                      |                                      |                                      |
|  | C.S. Uruguay de Coronado                         | 0                                                | 1 (3)                                            |   |                        |                                         |                                         |                                         |  |  |                                      |                                      |                                      |
|  |                                                  |                                                  |                                                  |   |                        |                                         |                                         |                                         |  |  | A.D. San Carlos                      | 2                                    | 3                                    |
|  |                                                  |                                                  | A.D.R. Jicaral Sercoba                           | 0 | 3                      |                                         |                                         |                                         |  |  |                                      |                                      |                                      |
|  | A.D.R. Jicaral Sercoba                           | 2                                                | 4                                                |   |                        |                                         |                                         |                                         |  |  |                                      |                                      |                                      |
|  | AS Puma Generaleña                               | 1                                                | 2                                                |   |                        |                                         |                                         |                                         |  |  |                                      |                                      |                                      |
|  | AS Puma Generaleña                               | 1                                                | 2                                                |   | A.D.R. Jicaral Sercoba | 2                                       | 1                                       |                                         |  |  |                                      |                                      |                                      |
|  |                                                  |                                                  |                                                  |   | A.D.R. Jicaral Sercoba | 2                                       | 1                                       |                                         |  |  |                                      |                                      |                                      |
|  |                                                  | Sporting San José                                | 1                                                | 1 |                        |                                         |                                         |                                         |  |  |                                      |                                      |                                      |
|  | Palmares                                         | Sporting San José                                | 1                                                | 1 | 1                      | 2                                       |                                         |                                         |  |  |                                      |                                      |                                      |
|  | Palmares                                         |                                                  |                                                  |   | 1                      | 2                                       |                                         |                                         |  |  |                                      |                                      |                                      |
|  | Sporting San José                                | 2                                                | 4                                                |   |                        |                                         |                                         |                                         |  |  |                                      |                                      |                                      |

| Campeón Torneo de Clausura 2018 |
|                                 |
|                                 |
| A.D. San Carlos                 |

## Final por el ascenso
Disputarán el ascenso a la Primera División los campeones de los Torneos de Apertura 2017 y Clausura 2018. El club vencedor será aquel que en los dos partidos anote el mayor número de goles, criterio conocido como marcador global. Si al término del tiempo reglamentario el partido está empatado, se agregarán dos tiempos extras de 15 minutos cada uno. De persistir el empate en estos periodos, se procederá a lanzar tiros de penal, hasta que resulte un ganador.
Cuando el club vencedor es el mismo en los dos torneos, se producirá el ascenso automáticamente.
| Equipo Local Ida | Resultado         | Equipo Local Vuelta  | Ida   | Vuelta |
| ---------------- | ----------------- | -------------------- | ----- | ------ |
| A.D. San Carlos  | 4 - 4 (TE: 2 - 1) | A.D. Jicaral Sercoba | 3 - 3 | 1 - 1  |

| A.D. San Carlos | 3 - 3 | A.D. Jicaral Sercoba | 26 de mayo de 2018 | Estadio Carlos Ugalde Álvarez |

| A.D. Jicaral Sercoba | 1 - 1 (TE: 1 - 2) | A.D. San Carlos (*) | 2 de junio de 2018 | Cancha Asociación Cívica Jicaral |

El equipo que tiene el signo de asterisco (*) es el que asciende a la Segunda División 2018-2019.
A.D. San Carlos ganó su serie ante A.D. Jicaral Sercoba en tiempos extra por un marcador de 2 a 1, después de empatar a 1 gol en tiempo regular 
|                                 |
| Ascendido a la Primera División |
|                                 |
| A.D. San Carlos                 |

## Estadísticas

### Máximos goleadores
Lista con los máximos goleadores de la competencia.
| 1.º                               | Frank Zamora       | Aserrí              | 29 |
| 2.º                               | Alessio Lava       | Juventud Escazuceña | 19 |
| 3.º                               | Carlos Barahona    | Jicaral Sercoba     | 16 |
| 4.º                               | Bill González      | Barrio México       | 12 |
| 4.º                               | Steven Ramos       | Municipal Turrialba | 12 |
| 6.º                               | Esteban Rodríguez  | Municipal Grecia    | 11 |
| 6.º                               | Jeffrey Montoya    | AS Puma             | 11 |
| 8.º                               | Luis González      | AS Puma             | 10 |
| 8.º                               | Rodolfo Gabriel    | Municipal Turrialba | 10 |
| 8.º                               | Yeremi Araya       | Municipal Grecia    | 10 |
| 8.º                               | Berny Solórzano    | Palmares            | 10 |
| 8.º                               | Daniel Quirós      | Puntarenas          | 10 |
| 13.º                              | Mario Centeno      | Puntarenas          | 9  |
| 13.º                              | José Mora          | Jicaral Sercoba     | 9  |
| 13.º                              | Claudio Vargas     | Jacó Rays           | 9  |
| 13.º                              | Deibis Jiménez     | AS Puma             | 9  |
| 13.º                              | César Tahuil       | Uruguay de Coronado | 9  |
| 18.º                              | Pablo Córdoba      | Guanacasteca        | 8  |
| 18.º                              | Kelin Angulo       | Santa Rosa          | 8  |
| 18.º                              | Walter Villalobos  | Barrio México       | 8  |
| 18.º                              | Byron Bonilla      | Sporting San José   | 8  |
| 18.º                              | Alberth Villalobos | Municipal Grecia    | 8  |
| 18.º                              | Allan Cruz         | Uruguay de Coronado | 8  |
| 18.º                              | Daniel Jiménez     | Cariari             | 8  |
| 18.º                              | Jordy Robles       | AS Puma             | 8  |
| 18.º                              | Aczel Salguero     | Aserrí              | 8  |
| Última actualización: 30 de abril |                    |                     |    |